# Lasocin (Opatów)
Pour les articles homonymes, voir Lasocin.
Lasocin est une localité polonaise de la gmina d'Ożarów, située dans le powiat d'Opatów en voïvodie de Sainte-Croix.